# Dodge 400
Der Dodge 400 war ein vom US-amerikanischen Automobilhersteller Dodge von 1982 bis 1983 angebotenes Automobil der Mittelklasse.

## Modellgeschichte
Der Dodge 400 basierte auf der frontangetriebenen K-Plattform des Chrysler-Konzerns und stellte eine Luxusvariante des Dodge Aries dar, von dem die Technik unverändert übernommen worden war. Der 400 war das Parallelmodell des Chrysler LeBaron; bei der Chrysler-Marke Plymouth gab es hingegen kein Pendant zum 400.
Zum Modelljahr 1982 debütierte der 400 zunächst als zweitüriges Coupé, eine viertürige Limousine und ein Cabriolet kamen im Frühjahr 1982 hinzu. Das 400 Cabriolet war zusammen mit dem LeBaron Cabriolet das erste offene Auto aus amerikanischer Produktion seit dem 1976 eingestellten Cadillac Eldorado. 

## Modellbeschreibung
Die meisten Glas- und Blechteile des 400 waren mit denen des Aries identisch. Das betraf die Türen, die Kotflügel, das Dach, die Kofferraumklappe und die Motorhaube. Vom Aries unterschied sich der 400 in erster Linie durch die um 15 cm längere Frontpartie mit Doppelscheinwerfern, deren Kühlergrill an den Dodge Mirada erinnerte, und durch eine unwesentlich umfangreichere Ausstattung. Die Gestaltung des Innenraums entsprach ebenfalls der des Dodge Aries, allerdings verwendete der 400 andere Sitzbezüge, und das Armaturenbrett war mit Holzimitat verkleidet.
Angetrieben wurde der 400 wahlweise durch einen Chrysler-eigenen 2,2-l-Reihenvierzylinder oder einen von Mitsubishi zugelieferten 2,6-l-Reihenvierzylinder; letzterer obligatorisch für das Cabriolet. Zur Verfügung standen die Ausführungen 400 und 400 LS mit zusätzlicher Ausstattung.
Die 400-Modelle wurden im Modelljahr 1983 weitgehend unverändert weitergeführt, allerdings entfiel die Ausstattungslinie LS. Die Motoren gewannen geringfügig an Leistung. Mit dem Ende des Modelljahres wurde die Bezeichnung 400 aufgegeben; Coupé und Cabriolet wurden ab dem Folgejahr unverändert unter der Bezeichnung Dodge 600 weitergebaut. Der viertürige Dodge 400 wurde eingestellt; sein Nachfolger war die 600 Limousine, die auf der E-Plattform basierte und einen um 76 mm längeren Radstand aufwies.
Innerhalb von zwei Jahren baute Dodge vom 400 insgesamt 57.400 Exemplare, davon 10.400 Cabriolets.